# Parafia św. Katarzyny w Łukawie
Parafia świętej Katarzyny w Łukawie – parafia rzymskokatolicka, znajdująca się w diecezji sandomierskiej, w dekanacie Sandomierz.